# Anton Ruh
Anton « Toni » Ruh (né le 20 février 1912 à Berlin, mort le 3 novembre 1964 à Bucarest) est un diplomate est-allemand.

## Biographie
Ruh est le fils d'un ouvrier et d'une plumassière. Ses parents sont Autrichiens, son père meurt pendant la Première Guerre mondiale. Sa mère, qui est une communiste active, l'élève seule. De 1918 à 1926, il fréquente la Volksschule de Berlin. Il effectue ensuite un apprentissage de lithographe en 1930 et rejoint l'association des lithographes. Après avoir terminé sa formation, il est soudeur électrique.
En 1927, il rejoint la Ligue des jeunes communistes d'Allemagne (KJVD) et en 1929 la Roter Frontkämpferbund (RFB), puis le KPD. En 1931, il devient membre du Front des jeunes communistes et la même année, il est condamné à six mois de prison, qu'il passe à la prison de Moabit à Berlin. En raison de sa nationalité autrichienne, il est expulsé vers l'Autriche après sa sortie de prison. En 1933, Ruh travaille à nouveau au BB-Apparat (le service d'information du KPD pour les rapports d'entreprise) à Berlin et est arrêté à plusieurs reprises. De 1933 à 1937, il est membre du Parti communiste d'Autriche (KPÖ) et du Republikanischer Schutzbund à Vienne. En 1934, il prend part à la guerre civile autrichienne contre le gouvernement du chancelier fédéral Engelbert Dollfuss.
En 1934, Ruh émigre en Tchécoslovaquie et en 1938 en Angleterre. Anton Ruh épouse l'émigrante Elisabeth Schwarz (1909-1994) le 4 février 1940 et est interné comme "étranger ennemi (en)" au début de la Seconde Guerre mondiale et déporté en Australie pendant un an sur le HMT Dunera. Après sa libération, il travaille à partir de 1942 dans une usine d'armement de Londres en tant que soudeur. Il est également membre de la direction centrale du KPD à Londres.
Ruh rentre illégalement en Allemagne fin 1944 pour participer à la résistance intérieure au nazisme au nom de l'Office of Strategic Services. Dans la nuit du 2 au 3 mars, lui et son compagnon Paul Lindner sautent en parachute au-dessus de Friesack, près de Berlin, car les États-Unis n'ont presque aucune connaissance de la situation économique et militaire à l'intérieur de l'Allemagne. Au cours de l'opération Hammer jusqu'au 25 avril 1945, Ruh et Lindner rendent compte à l'OSS du fonctionnement d'une centrale électrique de Berlin, du système de transport de Berlin, des concentrations de la Wehrmacht et de l'état psychologique et moral de la population. Leurs rapports sont d'une importance limitée et non décisifs pour la guerre. À la fin de la Seconde Guerre mondiale, ils sont ensuite prisonniers des Soviétiques puis remis aux troupes américaines après deux mois.
Ruh rejoint le KPD en 1945 et devient membre du SED en 1946. Il devient un employé de l'appareil du parti de la direction de l'État de Berlin et un employé de la Commission centrale au sujet de l'administration forcée, puis de la Commission centrale de contrôle de l'État. De 1950 à 1962, Ruh est chef du bureau des douanes et du contrôle du trafic des marchandises, plus tard l'administration douanière de la République démocratique allemande. En 1957, il est titulaire de l'Ordre patriotique du mérite de la RDA. De 1961 à 1962, Anton Ruh est à l'académie du Comité central du PCUS à Moscou. De 1963 à 1964, il est ambassadeur de la RDA en Roumanie.
Anton Ruh se suicide le 3 novembre 1964 à Bucarest dans des circonstances non élucidées à ce jour. Son urne est enterrée dans le Mémorial des socialistes au cimetière central de Berlin-Friedrichsfelde.
En 2004, Ruh est décorée à titre posthume de la Silver Star pour sa bravoure pendant son service peu avant la fin de la guerre, que son fils reçoit le 5 avril 2006.